# Tephrialia trigonospila
Tephrialia trigonospila är en fjärilsart som beskrevs av George Francis Hampson 1910. Tephrialia trigonospila ingår i släktet Tephrialia och familjen nattflyn. Inga underarter finns listade i Catalogue of Life.